# 阿德峰
47°06′02″N 12°36′18″E / 47.100559°N 12.605018°E
阿德峰（德語：Aderspitze），是奧地利的山峰，位於該國西部，由蒂羅爾州負責管轄，屬於格拉納特山脈的一部分，距離卡爾瑟貝倫山1.1公里，海拔高度2,990米，人類在1875年8月24日首次登頂。